# YooA
Yoo Shi-ah, nacida Yoo Yeon-joo (hangul: 유시아; Seúl, 17 de septiembre de 1995), y más conocida como YooA (유아?), es una cantante surcoreana y es miembro del grupo Oh My Girl bajo la empresa WM Entertainment. Hizo su debut como solista, con su primer EP Bon Voyage, el 7 de septiembre de 2020.

## Biografía
YooA nació como Yoo Yeon-joo el 17 de septiembre de 1995 en Seúl, Corea del Sur, y legalmente cambió su nombre a Yoo Si-ah.
Su hermano mayor es Yoo Jun-sun, bailarín y coreógrafo del conocido 1Million Dance Studio.

## Carrera
El 20 de abril de 2015, YooA debutó en el grupo femenino surcoreano Oh My Girl. En agosto de 2016, YooA participó en el programa de televisión de baile de Mnet Hit The Stage con U-Kwon de Block B como su pareja. Terminaron en cuarto lugar detrás de su hermano y su compañero Hyoyeon. En noviembre de 2016, debutó como miembro del grupo del proyecto Inkigayo, Sunny Girls, con el sencillo "Taxi". En el verano de 2017, YooA se unió al reality show Idol Drama Operation Team. Hicieron su debut como Girls Next Door con el sencillo "Deep Blue Eyes". En mayo de 2018, YooA lanzó el sencillo "Morning Call".
En agosto de 2019, se confirmó que YooA participaría en Queendom como miembro de Oh My Girl.
El 7 de septiembre de 2020, YooA hizo su debut en solitario con su primer extended play Bon Voyage. El 15 de septiembre de 2020, YooA recibió su primer trofeo de programa musical en The Show. El 25 de septiembre de 2020, YooA lanzó un OST para la película de Netflix Over The Moon.

## Discografía

### EP
| Título     | Detalles | Mejor posición | Ventas        |
| Título     | Detalles | COR            | Ventas        |
| ---------- | --- | -------------- | ------------- |
| Bon Voyage | - Lanzamiento: 7 de septiembre de 2020 - Discográfica: WM Entertainment - Formatos: CD, digital, streaming                                                                          | 3              | - COR: 24 776 |
| Selfish    | - Lanzamiento: 14 de noviembre de 2022 - Discográfica: WM Entertainment - Formatos: CD, digital, streaming Lista de canciones 1. «Selfish» 2. «Lay Low» 3. «Blood Moon» 4. «Melody» | 13             | - COR: 21 639 |

### Álbumes sencillo
| Título     | Detalles | Mejor posición | Ventas        |
| Título     | Detalles | COR            | Ventas        |
| ---------- | --- | -------------- | ------------- |
| Borderline | - Lanzamiento: 14 de marzo de 2024 - Discográfica: WM Entertainment - Formatos: CD, digital, streaming Lista de canciones 1. «Rooftop» 2. «Love Myself» 3. «Shooting Star» | 20             | - COR: 13 070 |

### Sencillos
| Título                                                           | Año                    | Mejor posición         | Mejor posición         | Álbum                           |
| Título                                                           | Año                    | COR                    | COR Hot                | Álbum                           |
| Cómo artista principal                                           | Cómo artista principal | Cómo artista principal | Cómo artista principal | Cómo artista principal          |
| ---------------------------------------------------------------- | ---------------------- | ---------------------- | ---------------------- | ------------------------------- |
| «Morning Call» (모닝콜)                                          | 2018                   | —                      | —                      | Morning Call                    |
| «Bon Voyage» (숲의 아이)                                         | 2020                   | 44                     | 16                     | Bon Voyage                      |
| «Selfish»                                                        | 2022                   | 184                    | —                      | Selfish                         |
| «Rooftop»                                                        | 2024                   | —                      | —                      | Borderline                      |
| Promocionales                                                    |                        |                        |                        |                                 |
| «Taxi» (con Cheng Xiao, Eunha, Nayoung y Nancy como Sunny Girls) | 2016                   | —                      | —                      | Inkigayo Music Crush Part 2     |
| «This Stop Is» (con Hui y Wooseok)                               | 2018                   | —                      | —                      | Gag-Singer Producer - Streaming |
| «Falling for You» (모두 다 반할 걸?)                             | 2023                   | —                      | —                      | Sin álbum                       |

### Apariciones en bandas sonoras
| Título                                 | Año                         | Álbum                         |
| -------------------------------------- | --------------------------- | ----------------------------- |
| «Deep Blue Eyes» (con Girls Next Door) | 2017                        | Idol Drama Operation Team OST |
| «Rocket to the Moon!» (로켓 투 더 문!) | 2020                        | Over the Moon OST             |
| «Stay with Me»                         | Tale of the Nine Tailed OST |                               |

## Filmografía

### Reality Shows
| Año  | Título                    | Programa | Papel              | Notas                                    |
| ---- | ------------------------- | -------- | ------------------ | ---------------------------------------- |
| 2017 | Idol Drama Operation Team | KBS      | Miembro del elenco |                                          |
| 2018 | King of Mask Singer       | MBC      | Concursante        | como una pequeña princesa (Episodio 143) |
| 2018 | Food Diary                | tvN      | Miembro del elenco |                                          |
| 2020 | Running Girls             | SBS      | miembro            | [ 19 ]                                   |

## Videografía
| Año  | Título       | Director |
| ---- | ------------ | -------- |
| 2020 | "Bon Voyage" |          |

## Premios y nominaciones
| Año  | Premio                  | Categoría                      | Nominado     | Resultado | Ref.   |
| ---- | ----------------------- | ------------------------------ | ------------ | --------- | ------ |
| 2021 | Gaon Chart Music Awards | Artista del año– Digital Music | «Bon Voyage» | Nominado  | [ 20 ] |